# Trzeciewiec
Trzeciewiec – (niem. Goldfeld) wieś sołecka w Polsce, położona w województwie kujawsko-pomorskim, w powiecie bydgoskim, w gminie Dobrcz.

## Podział administracyjny
W latach 1975–1998 miejscowość administracyjnie należała do województwa bydgoskiego.

## Etymologia
Nazwa „Trzeciewiec” wywodzi się od liczby wsi znajdujących się na szlaku świeckim z Bydgoszczy. W przeszłości miejscowość ta była znana pod różnymi nazwami. W roku 1306 występowała jako „Cethrevez”, w 1314 jako „Cetzersevicz”, „Cesczerevicz”, oraz „Gestzrewitz”. W roku 1315 pojawia się w dokumentach jako „Cycersewcz”, natomiast w 1349 roku występuje jako „Cesczervitz” i „Czeczozew”. W roku 1583 używano nazwy „Czietrzewiecz”. W XIX wieku stosowano również nazwę „Cietrzewiec”. Po roku 1870 ustaliła się niemiecka nazwa miejscowości – „Goldfeld” oraz „Goldmark”.

## Historia
W przeszłości Trzeciewiec był wieścią książęcą, przekazaną przez Leszka i Przemysława, książąt inowrocławskich, Imisławowi. Imisław, wspólnie z Chebdą ze Służewa, sprzedał wieś wraz z przyległym działem w Jelitowie cystersom byszewskim w 1306 roku za 100 grzywien toruńskich. W tym samym roku rycerze publicznie oświadczyli w Toruniu, że otrzymali pełną zapłatę. Książę Przemysław zatwierdził tę transakcję. W 1313 roku biskup kujawski Gerward nadał klasztorowi dziesięcinę z ziem uprawnych i nieużytków. Transakcja ta była kilkakrotnie potwierdzana, w tym w 1315 roku w dyplomie Przemysława. W 1315 roku Trzeciewiec został objęty wielkim przywilejem immunitetowym nadanym przez księcia Przemysława dla posiadłości leżących w obrębie kasztelanii bydgoskiej i wyszogrodzkiej. Nadanie to zwalniało mieszkańców od szeregu obciążeń i pozwalało Cystersom osadzić wieś na prawie niemieckim. Sołectwo znajdowało się wówczas w rękach mieszczan chełmińskich.
Dokument z 1345 roku, wystawiony przez Bogumiła z Kościelca, informuje o odebraniu sołectwa mieszczanom chełmińskim, Konradowi Benisalke i Piotrowi Karolowi, przez opata byszewskiego Piotra. W dokumencie Kazimierza Wielkiego z 1348 roku znajduje się informacja o sporze między klasztorem a Andrzejem ze Służewa, który zakończył się pomyślnie dla klasztoru. W 1349 roku, przy rozgraniczaniu dzierżaw krzyżackich przez króla Kazimierza, Trzeciewiec był wymieniany wśród osad kujawskich. Z 1364 roku pochodzą dwa dokumenty, w których mieszczanie z Chełmna zrzekli się wszystkich praw, jakie niegdyś przysługiwały im do tej wsi.
W XV i XVI wieku wieś była własnością Cystersów. W początkach XIX wieku rząd pruski przejął ją i wcielił do domeny koronowskiej. W XIX wieku Trzeciewiec był podzielony na wieś o nazwie Goldfeld, zajmującą powierzchnię 456 ha, oraz osadę o nazwie Goldmark, zajmującą 390 ha. Wieś i osada tworzyły jedną całość.
Na początku lat sześćdziesiątych XX wieku w Trzeciewcu zbudowano stację nadawczą radia i telewizji. Początkowo uruchomiono jedynie stację pośredniczącą. 20 lutego 1962 roku, w 17. rocznicę wyzwolenia Bydgoszczy, nadano pierwszy program za pomocą nadajnika dużej mocy, firmy Tesla. Maszt ma wysokość 296 m.
Obecnie z Radiowo-Telewizyjnego Centrum Nadawczego w Trzeciewcu nadawanych jest z dużą mocą sześć programów radiowych i pięć telewizyjnych. Od jesieni 2011 roku nadawane są już także osiem programów telewizji cyfrowej, a prace nad kolejnymi multipleksami cyfrowymi są w toku.

## Demografia
Według danych Urzędu Gminy Dobrcz (31 grudnia 2023 r.) miejscowość liczyła 435 mieszkańców.

## Dawne cmentarze
Na terenie wsi zlokalizowany jest nieczynny cmentarz ewangelicki.